# نيركين بازمابيرد (آراغاتسوتن)
مدينة نيركين بازمابيرد (بالإنجليزية: Nerqin Bazmaberd)‏ هي إحدى المدن التابعة لمقاطعة آراغاتسوتن في أرمينيا. يقدر عدد سكانها بـ 1802 نسمة حسب الإحصاء الذي جرى عام 2011.